# Marquesado de Ferrer-Vidal

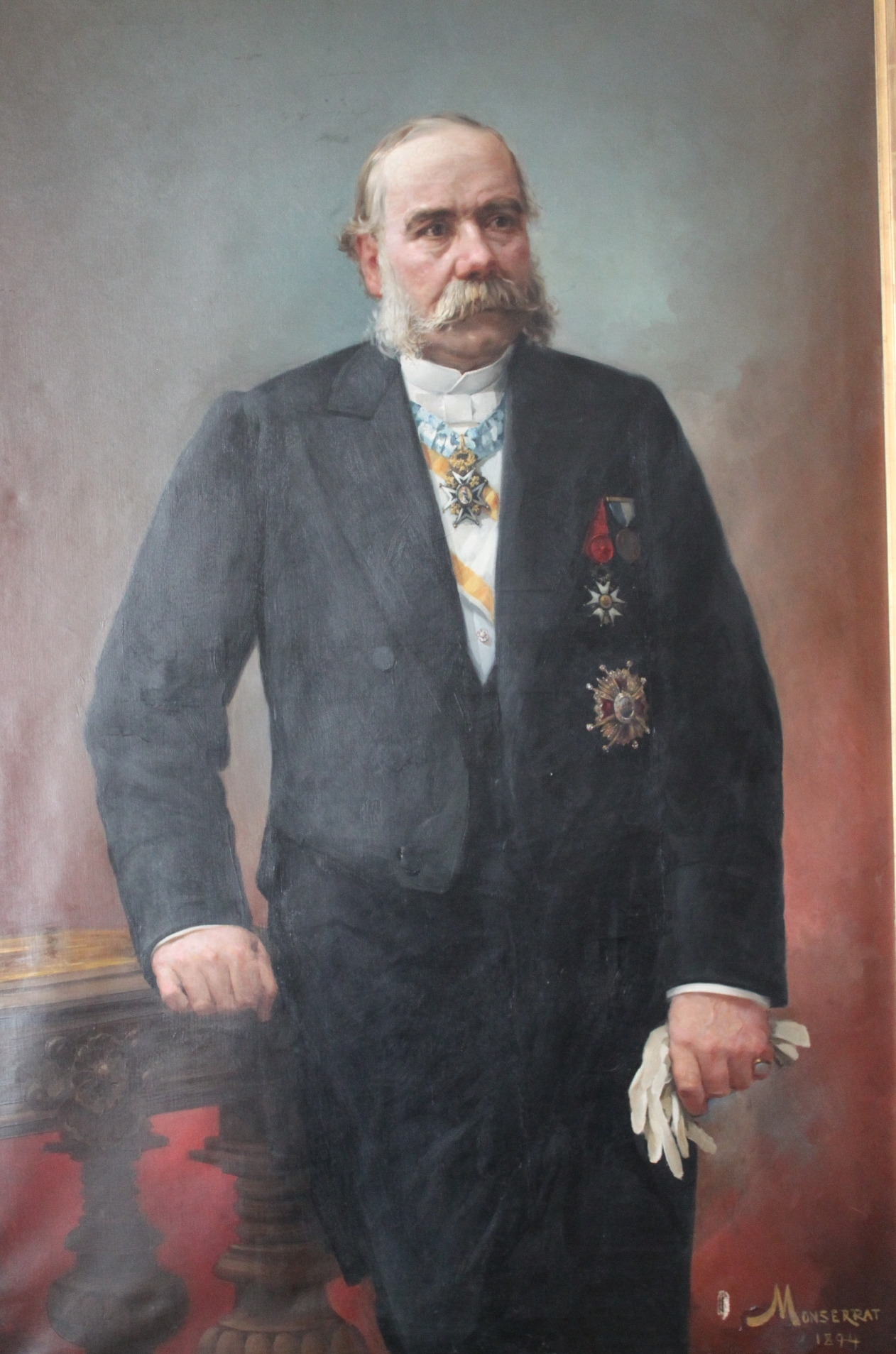
Retrato de José Ferrer y Vidal. Fundador de la saga "Ferrer-Vidal". Obra de Cristòfol Monserrat Jorba (1894). Patrimonio familiar.

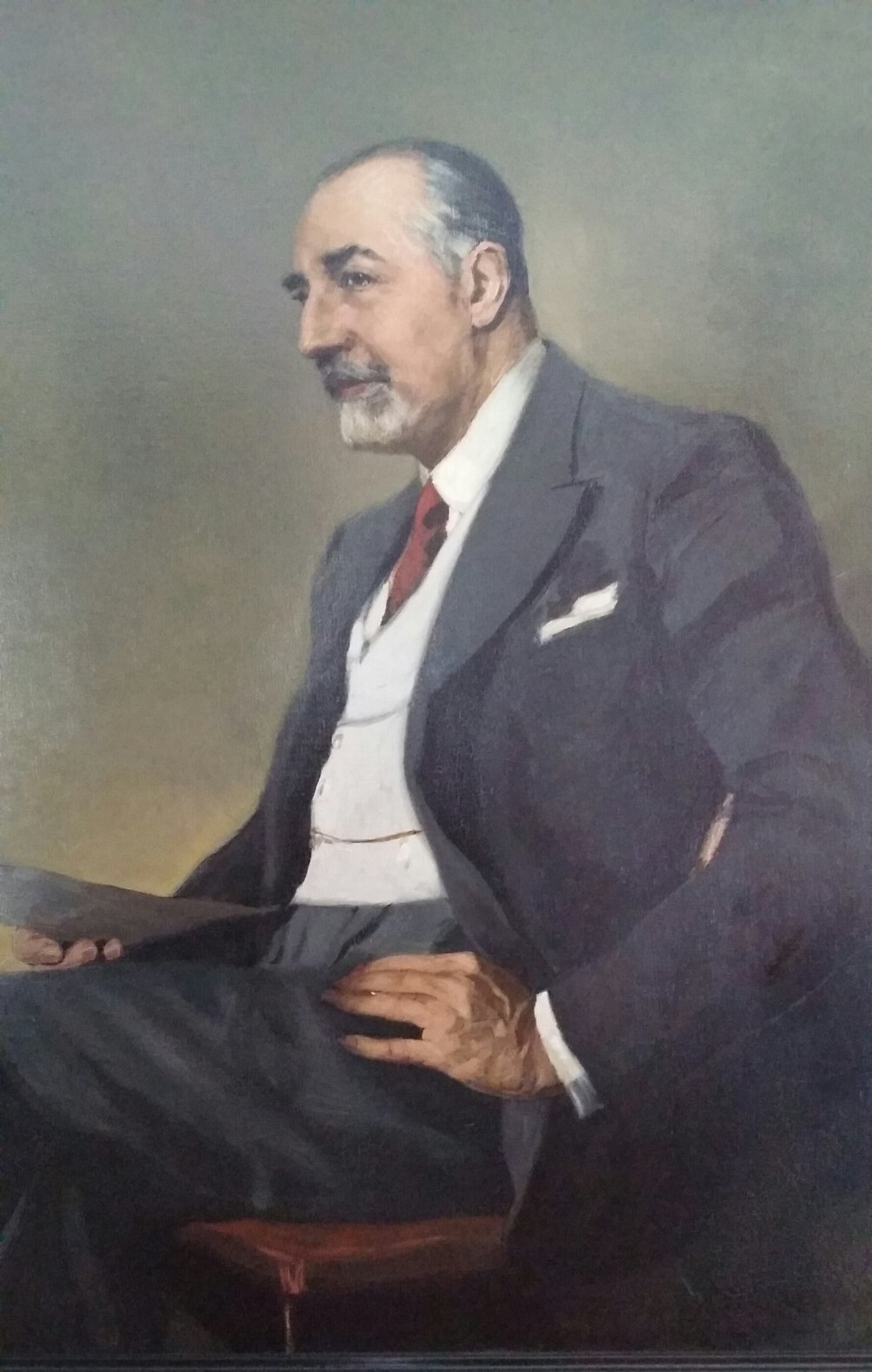
Retrato de Juan José Ferrer-Vidal y Güell, II marqués de Ferrer-Vidal. Obra de José María Vidal-Quadras y Villavecchia. Patrimonio familiar.

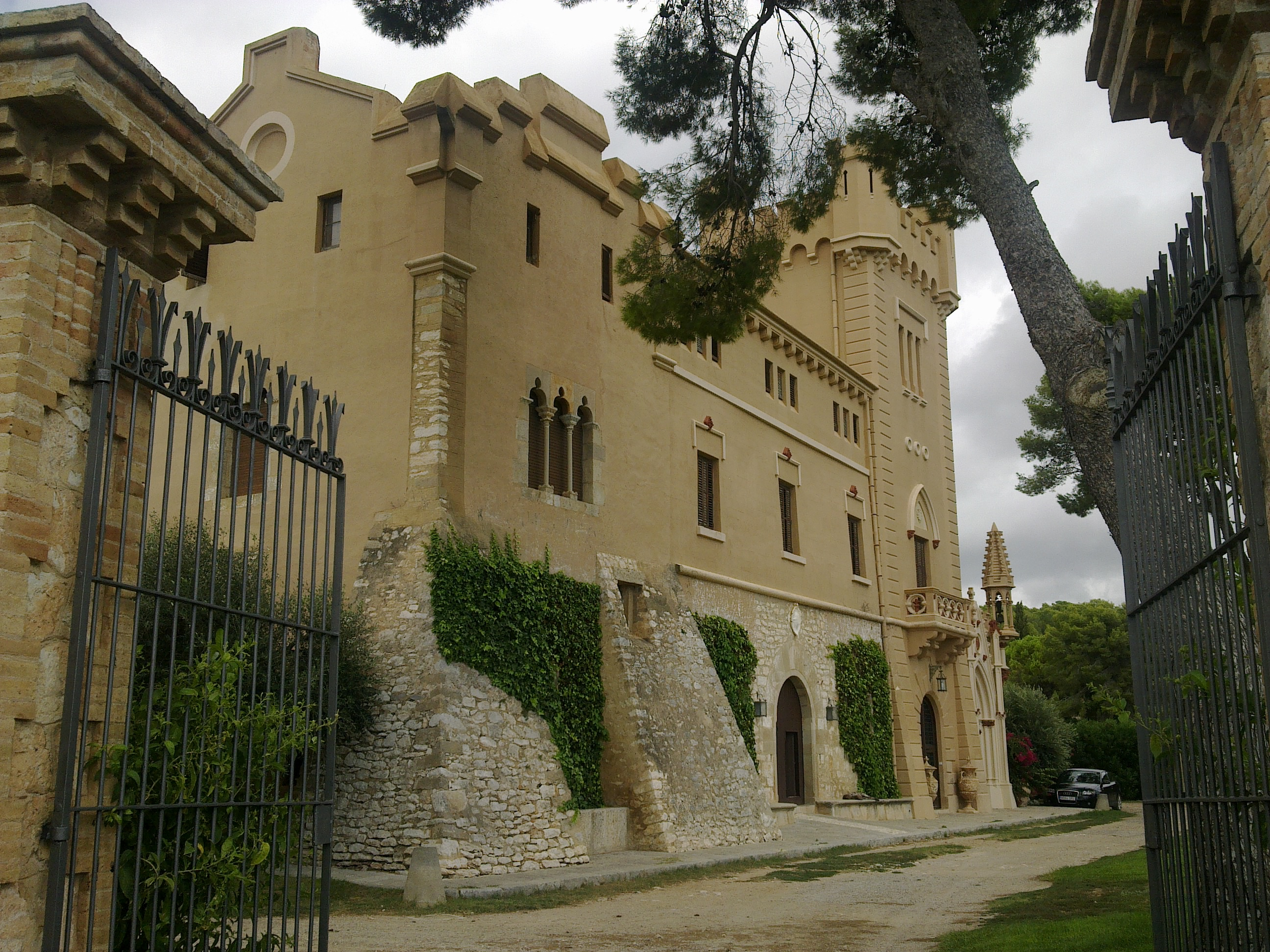
La Torre del Veguer, en San Pedro de Ribas, Barcelona, adquirida por José Ferrer y Vidal.

El marquesado de Ferrer-Vidal es un título nobiliario pontificio otorgado por el Papa Benedicto XV, el 26 de mayo de 1921,  a José Ferrer-Vidal y Soler (Villanueva y Geltrú 1852 - Barcelona 1927), industrial, senador, pintor, coleccionista de arte. Era el primogénito de la saga fundada por su padre, José Ferrer y Vidal, prohombre de la burguesía catalana del siglo XIX (presidente de la Caja de Barcelona y de la patronal catalana), Diputado a Cortes y senador del Reino, cuyos apellidos fueron unidos y ennoblecidos por el rey  Alfonso XII en reconocimiento a sus méritos como empresario industrial y en política como partícipe de la Restauración Borbónica desde el Partido Conservador, apellidándose desde entonces sus hijos y descendencia "Ferrer-Vidal", conocida familia de la alta sociedad catalana.
- José Ferrer y Vidal (Villanueva y Geltrú 1817 -Barcelona 1893).

Casó con Concepción Soler y Serra, tuvieron siete hijos:
1. María del Carmen Ferrer-Vidal y Soler, casada con José María de Pallejá y Bassa (III marqués de Monsolís)
2. José Ferrer-Vidal y Soler (1852-1927), que sigue.
3. Luis Ferrer-Vidal y Soler (1861-1936). Diputado a Cortes y senador del Reino. Cofundador y primer presidente de La Caixa. Cofundador de la Compañía General de Asfaltos y Portland "ASLAND" y su primer Gerente. Presidente del Fomento del Trabajo Nacional. Presidente de la Cámara Oficial de Comercio, I. y N. de Barcelona. Casado con Edith de Llauradó y Plá-Carreras, Fábregas y Ravé, de la familia Bergnes de Las Casas descendiente de la Casa Real de Francia de los Capetos.[cita requerida]
4. Juan Ferrer-Vidal y Soler, Diputado a Cortes. Casado con María Luisa de Goytisolo y Digat. Bisabuelo del presidente de Fomento del Trabajo Nacional en el periodo 2011-2018, Joaquin Gay de Montellá Ferrer-Vidal.
5. Sor Josefa Luisa Ferrer-Vidal y Soler, monja del Real Monasterio de Pedralbes.
6. Concepción Ferrer-Vidal y Soler, casada con Ignacio Girona y Vilanova sobrino del conocido banquero, empresario y político barcelonés Manuel Girona i Agrafel.
7. Un primogénito varón que murió en 1854 como consecuencia de una epidemia de cólera que afectó a Barcelona y sus alrededores.

- El primogénito, José Ferrer-Vidal y Soler (1852-1927), I marqués de Ferrer-Vidal, senador del Reino, pintor, compositor, mecenas de la cultura y prohombre de la sociedad barcelonesa[2]

Casó en primeras nupcias con Josefina Güell Bacigalupi, hermana de Eusebio Güell y Bacigalupi, primer conde de Güell. De este matrimonio nació su único hijo:
1. Juan José Ferrer-Vidal y Güell, que sigue.

Casó en segundas nupcias con Madrona Aloy y Poch, viuda de Massoni, de quien tuvo una hija:
1. María Josefa Ferrer-Vidal y Aloy.

- El primogénito, Juan José Ferrer-Vidal y Güell (1874-1944),[3] II marqués de Ferrer-Vidal,

casó con María Parellada y Santaló, de cuyo matrimonio nacieron: 
1. Eugenia (esposa del camarero secreto de S.S. Pío XII, Fernando del Castillo y Villanueva),
2. Josefina (segunda esposa de Juan Antonio Güell y López Bacigalupi y Bru, III marqués de Comillas, II Conde de Güell, VI conde de San Pedro de Ruiseñada),
3. Pilar (esposa de Luis Vidal-Quadras y Villavecchia),
4. José Ferrer-Vidal y Parellada, que sigue.

- El primogénito, José Ferrer-Vidal y Parellada, III marqués de Ferrer-Vidal, fallecido en 1984 sin descendencia.
- En el año 2022 se inició el proceso de rehabilitación del título por parte de D. Fernando Villa del Castillo Palacio y Ferrer-Vidal, descendiente directo del I marqués.